# Негада (археология)
Нега́да (Нагада, Накада, араб. نقادة‎) — комплекс последовательных археологических культур додинастического периода Древнего Египта (4-е тыс. до. н. э.), благодаря которым стало возможным выстроить их хронологию. Названы именем поселения Негада (др.-егип. Нубт), на месте которого был обнаружен крупнейший могильник додинастического периода с более 2200 погребениями.

## История изучения
Научное изучение культурного комплекса Негада началось с раскопок английских археологов Уильяма Питри и Джеймса Квибелла в 1894—1895 годах. В 1897 году к раскопкам культуры приступил французский археолог Жак де Морган. В 1970—1980-х годах были проведены раскопки египетским археологом Ф. Хассаном и итальянским К. Барокасом.
Также проводились раскопки «городских» памятников Накады. В Иераконполе в 1897—1898 годах Квибеллом, а также американскими археологами М. Хоффманом в 1970—1980-х годах и Р. Фридманом с 1990-х годов. В абидосском некрополе Умм-эль-Кааб раскопки Питри в 1899—1903 годах и с 1980-х годов немецким археологом Г. Дрейером.

## Периодизация
В середине XX века немецкие египтологи Э. Баумгартель и Вернер Кайзер предложили культурно-хронологическую периодизацию:
- Негада I (a-c) — амратская культура (1-я пол. 4-го тыс. или ок. 3800-3600 до н. э.)
- Негада II (a-d2) — герзейская культура (ок. 3600-3200 до н. э.)
- Негада III (a1-b2) — семайнский или протодинастический период (ок. 3200-3100/3000 до н. э.)